# 尋找鹽巴
《尋找鹽巴》是由台灣導演龍男·以撒克·凡亞思執導拍攝的一部紀錄片，獲得第一屆原住民紀錄片比賽佳作。
本片紀錄導演就學時，所屬的臺灣大學原住民學生社團「原聲帶」的新學期迎新儀式，在過程中社員們努力學習傳統語言與文化、以及意圖建構「部落」，卻發生許多與主流文化的衝突，這些「都市原住民」大多因成長環境因素，對於自身部落及文化不熟悉，語言一直是他們的尷尬和痛。
自導演第一部作品《回來就好》，探討「家」的意義，接著本片《尋找鹽巴》則是講述原住民青年對自我身份的意義建構，「尋找一個家（認同）」一直是龍男導演在創作過程中不斷在探尋的課題。

## 參展紀錄
- 2001年原住民影像競賽 佳作
- 2020年台灣國際紀錄片影展